# Baton (Bildhauer)
Baton (altgriechisch Βάτων) war ein griechischer Bildhauer des späten 3. und des frühen 2. Jahrhunderts v. Chr., dessen Name in drei Künstlersignaturen attischer Statuenbasen erhalten ist. Zwei der Basen wurden in Athen bei der Kirche Hagios Demetrios Katiphoris, die dritte in Eleusis gefunden. Die beiden athenischen Basen weisen Baton als aus Herakleia stammend aus, ohne dass zu bestimmen wäre, welche Stadt des Namens gemeint ist.
Vermutlich ist Baton mit dem bei Plinius in dessen ersten alphabetischen Verzeichnis überlieferten Künstler gleichen Namens zu identifizieren. Nach Plinius hatte Baton die Statuen einer Hera und eines Apollon geschaffen, die sich zu seiner Zeit im Concordia-Tempel in Rom befanden. Laut seines dritten Verzeichnisses war Baton Hersteller von Votivstatuen, unter denen sich Athleten, Bewaffnete, Jäger und Opfernde (athletae, armati, venatores, sacrificantes) befanden.